# Concordia Language Villages
Pour les articles homonymes, voir Concordia University (homonymie).

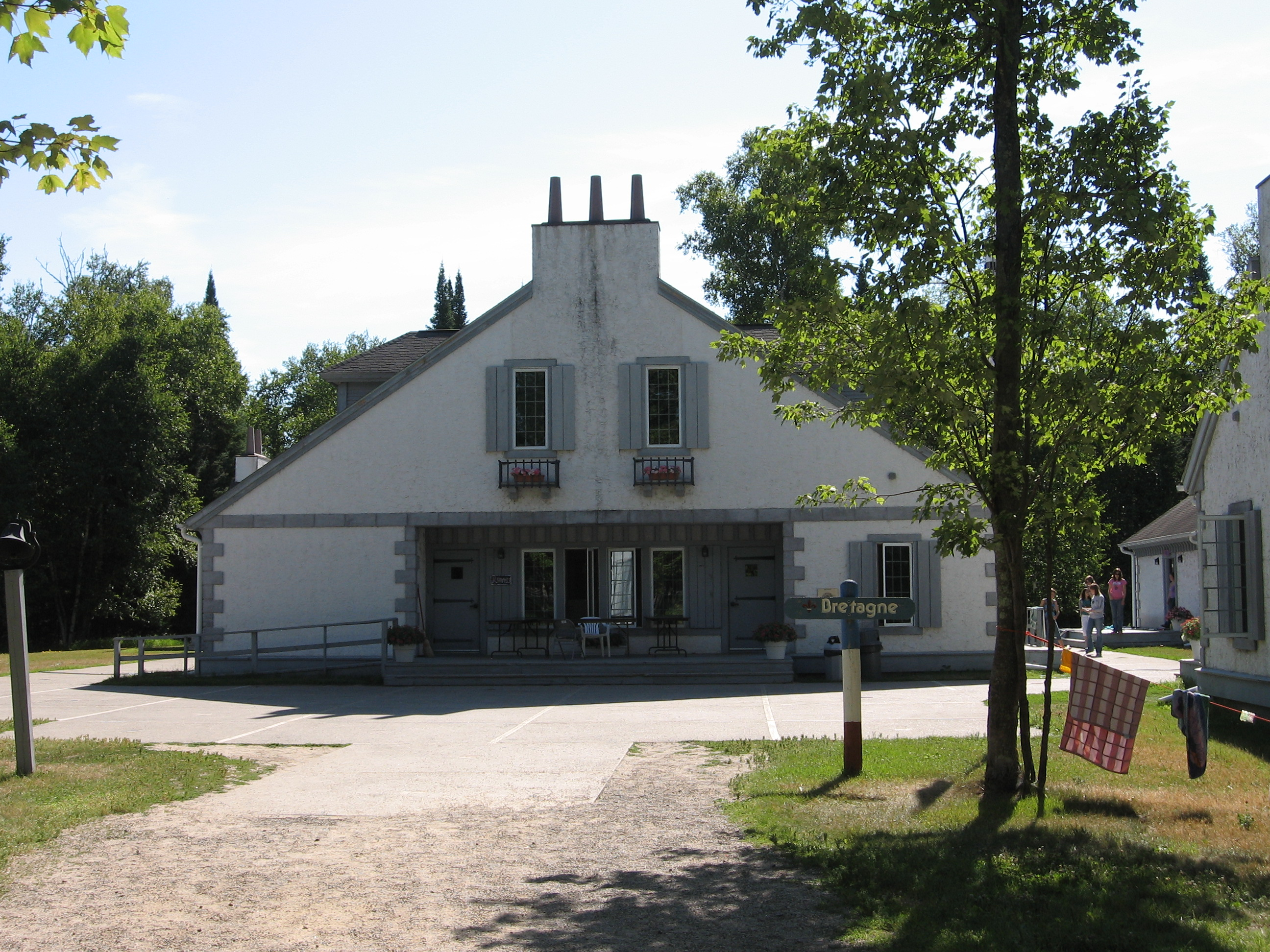
Rennes, dans la petite « région » de Bretagne au Lac du Bois-Bemidji.

Concordia Language Villages est un programme d'éducation linguistique et culturelle destiné aux jeunes, bien qu'il y ait aussi des programmes pour les « villageois » plus âgés. Fondé en 1961 au Minnesota, les Language Villages accueillent 9,500 jeunes âgés de 7 à 18 ans de tous les 50 États des États-Unis, ainsi que de 24 autre pays. Le programme met en œuvre l'immersion pour faciliter l'apprentissage des langues étrangères. Ainsi il comprend des villages d'immersion totale en 15 langues : l'arabe, le chinois, le danois, l'anglais, le finnois, le français, l'allemand, l'italien, le japonais, le coréen, le norvégien, le portugais, le russe, l'espagnol et le suédois. Il y a également des programmes de crédit à l'étranger en Chine, en France, en Allemagne, au Japon et en Espagne.
Il y a six sites structurellement et culturellement authentiques à Bemidji, Minnesota (les sites finlandais, français, espagnol, allemand, norvégien, et russe), et d'autres sites ailleurs au Minnesota, aussi bien qu'à Savannah, Géorgie, en Suisse, et en Chine. Concordia Language Villages est commandité par le Concordia College à Moorhead, Minnesota, une université privée d'arts libéraux.

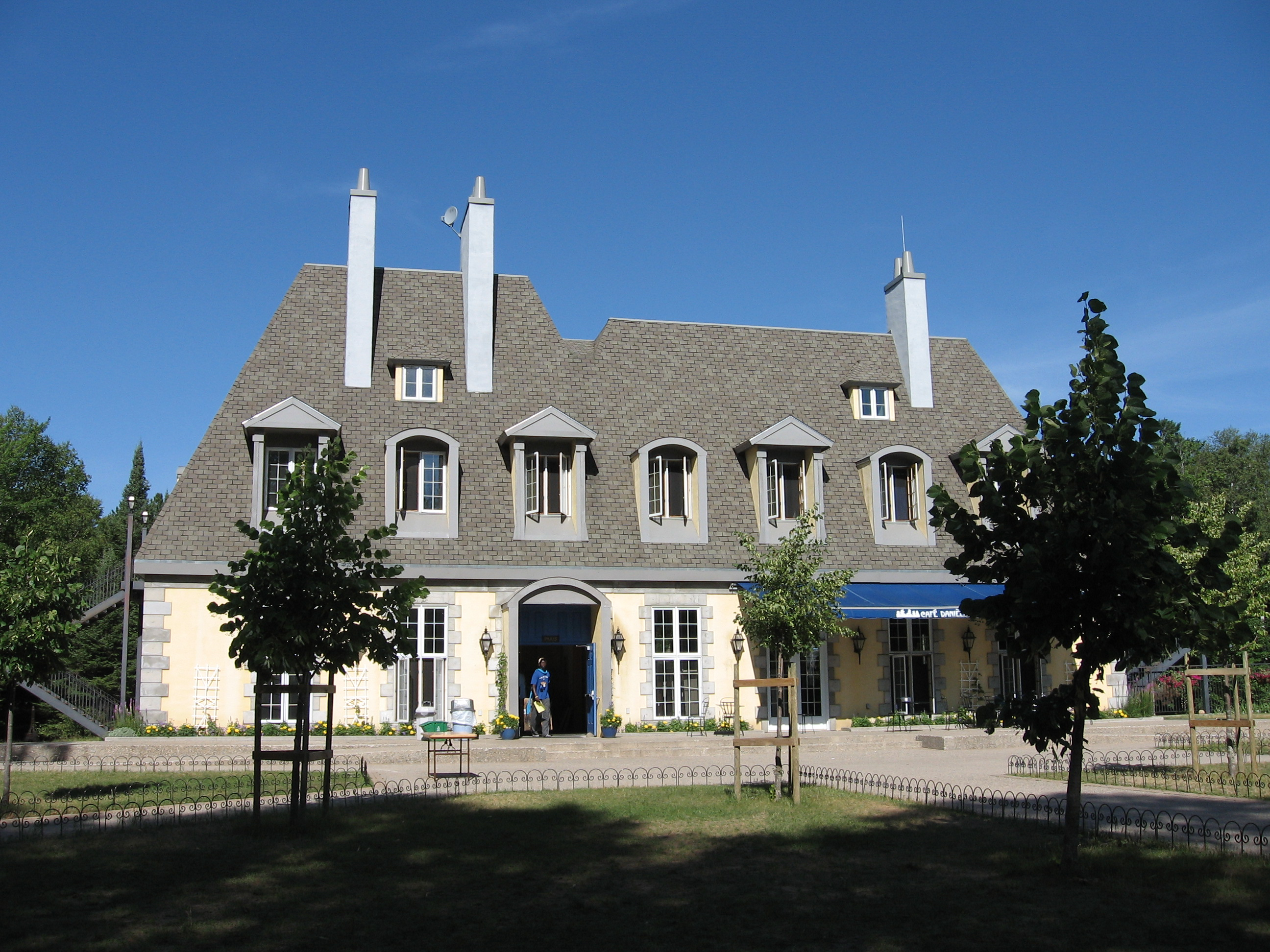
Paris, le bâtiment principal de Lac du Bois-Bemidji.

## Les villages
Il existe des sites de villages authentiques sur le plan architectural et culturel (finlandais, français, allemand, norvégien, russe et espagnol) situés près de Bemidji, Minnesota, sur le lac Turtle River. Il existe également des sites loués dans tout le Minnesota, ainsi qu'à l'étranger en Suisse et en Chine.
Le route reliant les villages permanents de Turtle River Lake à la route départementale a été délibérément construite pour être sinueuse, afin de simuler le long voyage vers les cultures cibles représentées dans les villages. Les plans originaux de ces villages prévoyaient un train pour relier tous les villages. Bien que cette idée ait été abandonnée, certains aspects subsistent encore dans plusieurs bâtiments. Le bâtiment administratif de quatre étages du village allemand ressemble à une gare allemande et s'appelle la Bahnhof («gare»). La salle à manger de Salolampi, le village de langue finlandaise, est calquée sur une célèbre gare finlandaise. De plus, le site de Turtle River Lake possède un site de paix World Inc. avec des pôles de paix dans les langues du village en son cœur, près du village norvégien, Skogfjorden et les sites de Bemidji et Turtle River Lake ont des panneaux routiers européens en kilomètres par heure (importés de Allemande, pas de réplications).
Plusieurs bâtiments d'immigrants ont été déplacés vers des sites permanents pour montrer aux villageois à quoi ressemblait la vie des premiers immigrants européens. Les cabanes d'immigrants du village norvégien sont originales du site. La "Haus Sonnenaufgang" allemande a d'abord été déplacée de New Ulm, Minnesota pour s'asseoir à côté des maisons norvégiennes, mais a été déplacée au début des années 1990 vers le village allemand près de Bemidji, Minnesota.
CLV est composé de 15 villages:
- Arabe: Al-Wāḥa (الواحة)
- Chinois : Sen Lin Hu (森林湖)

- Danois: Skovsøen

- Anglais: Hometown, USA et Hometown, Europe

- Finnois: Salolampi

- Français: Lac du Bois ou Les Voyageurs

- Allemand: Waldsee

- Italien: Lago del Bosco

- Japonais: Mori no Ike (森の池)

- Coréen: Sup sogǔi Hosu (숲 속의 호수)

- Norvégien: Skogfjorden

- Portugais: Mar e Floresta

- Russe: Lesnoe Ozero (Лесное озеро)

- Espagnol: El Lago del Bosque

- Suédois: Sjölunden

## Programmes
Concordia Language Villages offre un cours de 10 jours de 4 crédits aux enseignants de langues secondes et d'immersion, ainsi que divers programmes pour adultes destinés à son public diversifié, qui ne sont pas tous offerts dans toutes les langues. Les programmes d'études secondaires crédités à l'étranger étaient auparavant proposés en Chine, en France, en Allemagne, au Japon, en Espagne, au Cameroun et en Argentine.
Pendant l'été, CLV dessert les jeunes des villages des États-Unis. Les villageois peuvent rester pour des programmes d'une semaine, deux ou quatre semaines, et il est possible d'obtenir des crédits d'études secondaires ou universitaires pour le temps passé à s'immerger dans la langue. Les programmes de nature sauvage pendant l'été offrent des opportunités supplémentaires de passer du temps en plein air du Minnesota à ceux qui aiment l'environnement, l'exploration et le camping. De nombreux camps proposent également d'autres programmes thématiques, comme la culture franco-africaine ou suisse (qui est un mélange de villages allemands, français et italiens) ou le Moyen Âge en combinaison avec le théâtre. Des camps de jour d'été sont proposés aux jeunes apprenants qui vivent dans la région, et des programmes de semaines familiales pendant l'été s'adressent à des familles entières, même à celles avec de jeunes enfants.
Entre septembre et juin, le CLV propose des semaines et week-ends d'immersion pour les adultes, les familles, les enseignants et les groupes scolaires. Ces programmes se déroulent les week-ends et les longs week-ends, et chaque année scolaire a un thème pour son week-end.

### Journée Internationale
Durant chaque moitié de l'été, tous les camps accessibles en voiture se rendent à Waldsee, le camp allemand, pour un festival culturel d'une journée appelé Journée Internationale, ou I-Day. Les camps sortent leurs marchandises et chacun a un stand de nourriture ethnique à partager, et chaque camp prépare un court spectacle de clôture è partager. Chaque année a un thème différent. De plus, les campeurs de chaque village apprennent une danse chorégraphiée sur la «chanson du I-Day» de l'année au cours des deux semaines précédant le I-Day. C'est une chanson d'une langue non couverte par les camps; tout le monde danse ensemble pendant le festival. En raison de la pandémie de COVID-19, la Journée Internationale est reportée jusqu'à nouvel ordre.